# Вилијам Мозли
Вилијам Ралф Мозли Млађи (енгл. William Ralph Mosley, Jr; Шривпорт, Луизијана, 22. јун 1989) амерички је кошаркаш. Игра на позицији центра.

## Каријера
Мозли је студирао на Нортвестерн Стејту универзитету од 2008. до 2012. године. У сезони 2010/11. је био најбољи блокер НЦАА, са 156 блокада на 32 утакмице.
Након што није изабран на НБА драфту 2012. професионалну каријеру је почео у екипи Фортитуда, која се тада такмичила у другој лиги Италије. У Италији је играо до 2019. године, и у том периоду је поред Фортитуда наступао за друголигаше Ферентино, Реканати, Латину, Лењано а свој једини наступ у Серији А је имао у сезони 2018/19. када је наступајући за Трст у регуларном делу сезоне бележио просечно осам поена и 5,7 скокова по мечу.
У јулу 2019. године је потписао једногодишњи уговор са Партизаном. У фебруару 2020. је продужио уговор са Партизаном на још три године. Са Партизаном је освојио Суперкуп Јадранске лиге 2019. као и Куп Радивоја Кораћа 2020. године. У октобру 2021. је споразумно раскинуо уговор са клубом. Три дана по напуштању екипе Партизана, Мозли је потписао уговор са Морнаром из Барa. У Морнару је био до априла 2022. године када је прешао у УНИКС из Казања до краја сезоне.

## Успеси

### Клупски
- Партизан:
  - Куп Радивоја Кораћа (1): 2020.
  - Суперкуп Јадранске лиге (1): 2019.

- Спартак Суботица:
  - Друга Јадранска лига (1): 2023/24.